# 2011年夏季世界大学生运动会泰国代表团

泰国代表团旗帜

2011年夏季世界大学生运动会泰国代表团一共有138人。

## 奖牌榜
| 名次 | 代表团 | 金牌 | 银牌 | 铜牌 | 总数 |
| ---- | ------ | ---- | ---- | ---- | ---- |
| 10   | 泰国   | 7    | 2    | 9    | 18   |

## 奖牌获得者

### 金牌
1. 女子75公斤级：哈-佩塔农
2. 跆拳道-男子54公斤以下级：那卡维罗杰
3. 射击-女子25米手枪个人赛：坦亚波恩-普鲁克萨霍恩
4. 网球-女子单打：努迪那
5. 网球-女子团体
6. 羽毛球-男子单打：苏庞余·阿韦辛桑农
7. 羽毛球-男子双打：玛尼蓬·宗集 / 博丁·伊沙拉

### 银牌
1. 女子10米气手枪决赛：坦亚波恩-普鲁克萨霍恩
2. 网球-女子单打：诺格纳达

### 铜牌
1. 举重女子48公斤级：彭思丽
2. 举重女子53公斤级：拜菲塔克
3. 举重男子62公斤级：卡里塔菲特
4. 羽毛球-混合团体赛
5. 女子50米步枪卧射团体赛
6. 网球-混合双打：威尔帕特/瓦拉查娅
7. 男子25米标准手枪团体赛
8. 羽毛球-女子双打：萨维特里/萨姆斯里
9. 羽毛球-混合双打：萨维特里/玛尼蓬-宗集